# Ambrosio Film
Амбро́зио Фи́льм (итал.  Ambrosio Film) — итальянская кинокомпания, игравшая ведущую роль в итальянском кинематографе в эпоху немого кино. Основанная в Турине в 1906 году режиссёром-первопроходцем Артуро Амброзио при содействии кинематографистов Джованни Витротти и Роберто Оменьи, компания первоначально производила большое количество документальных и художественных короткометражных фильмов, но её продукция быстро становилась всё более амбициозной.
К концу первого года работы компания могла похвастаться каталогом из 80 фильмов, включая короткометражную картину Джованни Витротти "Il cane riconoscente" ("Благодарный пёс"), которая была удостоена братьями Люмьер первой премии за художественный фильм.
В 1908 году компания поставила картину «Последние дни Помпеи» (режиссёры Амброзио и Луиджи Маджи). Фильм имел большой успех, ещё больше укрепив статус компании и создав моду на итальянские исторические эпосы, которые копировали другие студии. После этого Амброзио руководил созданием серии литературных адаптаций. Компания построила большую студию и кинотеатр в Турине, и город стал крупным центром ранней итальянской киноиндустрии.
В феврале 1909 года Ambrosio приняла участие в Парижском киноконгрессе, предпринятом ведущими европейскими продюсерами в попытке сформировать картель, подобный тому, которым управляла MPPC в Соединённых Штатах. Однако этот план провалился, когда Pathe, тогда крупнейшая кинокомпания в мире, вышла из группы. В том же году один из его сотрудников Эрнесто Мария Паскуали ушёл, чтобы создать собственную киностудию Pasquali Film .
В период 1911-1912 годов компания выпустила семь экранизаций произведений популярного писателя Габриэле Д'Аннунцио. В 1913 году последовала международно признанная адаптация исторического романа Алессандро Мандзони "Обрученные" (I promessi sposi). Также в 1913 году компания расширила свою деятельность, открыв в Турине кинотеатр "Амброзио", ставший одним из первых роскошных кинодворцов Италии.
Компания добилась успеха, экспортируя свои фильмы на прибыльные зарубежные рынки, такие как Великобритания и Америка (был открыт филиал в Нью-Йорке). Амброзио заключил соглашения о совместном производстве с российскими и немецкими компаниями. Он оставался ведущим продюсером в 1910-х годах, но пострадал от спада, охватившего итальянскую киноиндустрию после Первой мировой войны. 
Артуро Амбрзсио продал свою долю в студии миланскому бизнесмену Армандо Занотто. Компания сократила свои производственные программы и в 1924 году была ликвидирована.